# Fusagasugá
Fusagasugá is een gemeente en stad in het Colombiaanse departement Cundinamarca. De gemeente grenst in het noordoosten aan de hoofdstad Bogota telt 150.211 inwoners.

## Geboren
- Luis Herrera (1961), wielrenner